# 锦川清流线
锦川清流线（日语：／ Nishikigawa Seiryū sen */?）是一條連結日本山口縣岩國市的川西站至同市的錦町站，屬於錦川鐵道的鐵路線。
此條目會一併記載其前身舊國鐵、西日本旅客鐵道（JR西日本）岩日線以及未成線路段岩日北線。

## 概要
锦川清流线于1987年（昭和62年）开始营业，由原日本国有铁道特定地方交通线之一的“岩日线”转换而来。确切来说，是以西日本旅客鐵道岩德線川西站、柱野站之间的森原信号场为起点，从岩德线引出。2006年（平成18年）3月20日，原岩国市、锦町与美川町等合并为新的岩国市，因此该线全线均位于新形成的岩国市内。由于全线大致沿锦川修建，故命名为“锦川清流线”。
最初的“岩日线”规划为连接山陽本線岩國站和山口線日原站，作为陰陽聯絡線之一开始铺设，以起点站“岩国”和终点站“日原”的首字命名。1963年该线开通至锦町站，但根据国铁再建法，该线獲指定为第二次废止的对象路线之一，并且锦町站以北的工程被冻结（见下文），同时已经开通的路段被转换为第三部门铁道运营。

### 路線資料
- 路線距離（營業距離）：32.7公里
- 軌距：1067毫米
- 站數：13個（包括起終點站）
- 複線路段：沒有（全線單線）
- 電氣化路段：沒有（全線非電氣化（日语：非電化））
- 閉塞方式：自動閉塞式（川西－北河內間）、特殊自動閉塞式（北河內－錦町間）

## 运行形态
所有列车都与岩德线直通運行，在岩國站－锦町站之间运行。运行间隔约一到二小时，并且实行一人控制。
至2007年3月17日为止，周末昼间都有临时列车加班运行，而其他时间都存在昼间二小时以上没有列车运行的时间段。2007年3月18日运行图调整后，上述的周末加班列车改为每日运行，消除了二小时以上没有列车的时间段。但在2015年时，时刻表上再次出现了昼间两个半小时至三小时的运行间隔。
錦川清流线的清流新岩國車站雖與山陽新幹線的新岩國車站相距僅約200公尺，但锦川清流线的時刻表並未配合新幹線時刻制定，使轉乘較為不便，且新岩國的新幹線班次較少，大多數乘客會搭到岩國站再轉乘山陽本線列車至新幹線班次密集的廣島站。

## 车辆
1987年转换为锦川铁道运营时，使用NT2000型内燃动车运行。2007年起开始投入NT3000型内燃动车，次年结束NT2000型的运行。

### 国铁时代的车辆
客车使用内燃动车，而货运列车为从河山站至大竹站运输硫矿而采用C11型蒸汽机车，后期为实现无烟化而改用DD13型内燃机车。

## 历史
开通时，川西站至河山站间因采用模拟里程而实行上浮票价，次年因国铁对新线建设投入补助金而取消模拟里程，同时废除上浮票价。
- 1960年（昭和35年）11月1日：国铁岩日线川西站－森原信号场－河山站（27.9公里）开通。御庄站、南河内站、北河内站、椋野站、南桑站、根笠站、河山站开始营业。
  - 为配合岩日线开通，国铁巴士岩日汽车线改名为岩益线[3]。
- 1963年（昭和38年）10月1日：河山站－锦町站（4.8公里）延伸段开通（只办理客运）。柳濑站、锦町站开始营业。
- 1965年（昭和40年）11月1日：投入自动列车停止装置（ATS）。
- 1967年（昭和42年）4月：结束蒸汽机车运行[4]。
- 1971年（昭和46年）3月1日：行波乘降所开始营业。
- 1974年（昭和49年）10月1日：川西站－河山站间的货运业务停止。
- 1984年（昭和59年）6月22日：认定为第二次特定地方交通线之一，并将予以废止。
- 1986年（昭和61年）11月14日：决定将交由第三部门铁道运营。
- 1987年（昭和62年）4月1日：国铁分割民营化后由西日本旅客铁道继承。行波乘降所升格为行波站。
  - 7月25日：转交锦川铁道运营、改称锦川清流线。
- 1993年（平成5年）3月18日：守内笠神站开始营业。
- 2013年（平成25年）3月16日：御庄站改称清流新岩国站[5]。
- 2018年（平成30年） 
  - 7月6日：因西日本豪雨影響，路線多處受損而全線暫停行駛[6]。
  - 7月18日：北河内站至錦町站間路段恢復行駛[7]，岩國站至北河內站以接駁公車代替行駛。
  - 8月27日：全線恢復行駛[8]。
  - 9月：預計南桑站－根笠站间的清流见晴站建成营业[9][10]。
- 2019年（平成31年）
  - 3月17日清流見晴站正式啟用，為一個無對外出口的觀景台「站」。[11]。

## 車站列表
- 所有車站都位於山口縣岩國市。
- 軌道 … ◇：可進行列車交會，｜：不可進行列車交會。

| 路線名稱           | 中文站名   | 日文站名 | 英文站名 | 站間營業距離 | 川西起計 營業距離                     | 接續路線、備註                                  | 軌道 |
| ------------------ | ---------- | -------- | -------- | ------------ | ------------------------------------- | ----------------------------------------------- | ---- |
| 岩德線             | 岩國       |          |          | -            | 5.6                                   | 西日本旅客鐵道： 山陽本線〈廣島方向、柳井方向〉 | ｜   |
| 岩德線             | 西岩國     |          |          | 3.7          | 1.9                                   |                                                 | ◇    |
| 岩德線             | 川西       |          |          | 1.9          | 0.0                                   | 西日本旅客鐵道：岩德線（德山方向）              | ｜   |
| 岩德線             | 森原信號場 |          | /        | -            | (1.9)                                 | （與岩德線的實際分岔點）                        | ｜   |
| 錦川鐵道錦川清流線 | 森原信號場 |          | /        | -            | (1.9)                                 | （與岩德線的實際分岔點）                        | ｜   |
| 清流新岩國         |            |          | 3.9      | 3.9          | 西日本旅客鐵道： 山陽新幹線（新岩國） | ｜                                              |      |
| 守內瘡神           |            |          | 1.5      | 5.4          |                                       | ｜                                              |      |
| 南河內             |            |          | 3.2      | 8.6          |                                       | ｜                                              |      |
| 行波               |            |          | 2.6      | 11.2         |                                       | ｜                                              |      |
| 北河內             |            |          | 2.7      | 13.9         |                                       | ◇                                               |      |
| 椋野               |            |          | 3.8      | 17.7         |                                       | ｜                                              |      |
| 南桑               |            |          | 3.1      | 20.8         |                                       | ｜                                              |      |
| 清流見晴           |            |          | 1.7      | 22.5         | 2019年3月17日啟用，無出口             | ｜                                              |      |
| 根笠               |            |          | 2.7      | 23.5         |                                       | ｜                                              |      |
| 河山               |            |          | 4.4      | 27.9         |                                       | ｜                                              |      |
| 柳瀨               |            |          | 3.1      | 31.0         |                                       | ｜                                              |      |
| 錦町               |            |          | 1.7      | 32.7         |                                       | ｜                                              |      |

## 岩日北线
原岩日线中，锦町站以北的区间被称为岩日北线，由日本铁道建设公团自1967年11月19日起开始修建，但由于该站以南的区间被认定为特定地方交通线，工程随之冻结。
建设中的锦町至日原段中，锦町至六日市段的大部分路基当时已经完成。为了有效利用这段路基，原锦町开始在从锦町站至双津峡温泉附近的周防深川周边建设“岩日北线纪念公园”，并自2002年起运行观光车，取爱称为“哐哐列车”；在锦町站以北邻接的广濑隧道内用荧光石和黑光灯进行照明，取名为“闪闪发光梦隧道”。“哐哐列车”的终点“双津峡温泉站”，实际位于山口县岩国市锦町深川2343号附近。
但是，该观光车虽然由原锦町（现岩国市锦综合支所）委托锦川铁道运营，但不属于铁道事业法规定的铁道事业，而是按照公园道路上行驶的游乐设备运行。运行时间仅为3月至11月的周末和假日，以及春假和暑假（面向团队客可随时运行）。
周防深川站－高根口站之间的第三须川隧道，现在由防灾科学技术研究所作为锦地震观测设施利用。
六日市站附近建有六日市温泉“由啦啦”（道之驿六日市温泉），而从六日市隧道（高根口站－六日市站之间）至该六日市温泉铺设有游步道。

### 預定設置車站
接續路線的公司名、所在地都以建設中止時為準。
| 中文站名 | 日文站名 | 接續路線             | 所在地 | 所在地               |
| -------- | -------- | -------------------- | ------ | -------------------- |
| 錦町     |          | 日本國有鐵道：岩日線 | 山口縣 | 錦町（現岩國市）     |
| 出市     |          |                      | 山口縣 | 錦町（現岩國市）     |
| 周防深川 |          |                      | 山口縣 | 錦町（現岩國市）     |
| 下須川   |          |                      | 山口縣 | 錦町（現岩國市）     |
| 高根口   |          |                      | 山口縣 | 錦町（現岩國市）     |
| 六日市   |          |                      | 島根縣 | 六日市町（現吉賀町） |
| 七日市   |          |                      | 島根縣 | 六日市町（現吉賀町） |
| 柿木     |          |                      | 島根縣 | 柿木村（现吉賀町）   |
| 日原     |          | 日本國有鐵道：山口線 | 島根縣 | 日原町（現津和野町） |